# Ploso (Mojo)
Ploso is een bestuurslaag in het regentschap Kediri van de provincie Oost-Java, Indonesië. Ploso telt 6397 inwoners (volkstelling 2010).